# Hopes Die Last
Hopes Die Last es una banda italiana de post-hardcore, formada en el año 2004. Actualmente la formación de la banda consiste por Nicolò Arquilla (voz), Marco Calanca (bajo), Jacopo Iannariello (guitarra rítmica), Marco Mantovani (guitarra principal) e Ivan Panella (batería). La banda ha lanzado 2 álbumes de estudio y 3 EPs.
El 6 de enero de 2017, Hopes Die Last anunció su ruptura. Los miembros restantes de la banda, excepto Luigi Magliocca, formaron una nueva banda titulada ALPHAWOLVES.
En febrero de 2022, la banda anunció en Instagram que volverían a estar juntos con su formación original.

## Primeros años (2004-2005)
La banda se formó en el año 2004, por amigos adolescentes, en las cercanías de Roma, Italia.

## Aim For Tomorrow (2005-2007)
Con un sonido característico basado en pop punk, la banda lanza su primer trabajo, el EP Aim For Tomorrow, en el año 2005.
El género de este EP es muy diferente con respecto a su post-hardcore real. Aim for Tomorrow fue un EP con estilo hardcore punk solo con signos de gritos. Aim For Tomorrow tenía su formación original pero, en lugar de "Becko" cantando, fue Marco Mantovani quien cantó en ese momento y, por supuesto, con Nicolò "Nick" con algunos cantos y gritos.

## Your Face Down Now y salida de Nick (2007-2009)
Con una estética post-hardcore, el quinteto lanza su segundo trabajo, el EP de 6 canciones Your Face Down Now, en el año 2007. Con este EP la banda expande su música a otros países y continentes, también gana el contrato con la casa Wynona Records.
A fines del año 2008, el vocalista Nicolo Arquilla deja la banda, debido a que, según él "ya no era feliz tocando este tipo de música" y también a una integración a una banda de pop, precisamente Broken Heart College (2009-2011). Recientemente, la banda Italiana de Post-hardcore Helia, ha anunciado a Nick como su nuevo vocalista. Meses más tarde, el guitarrista Jacopo Iannariello sigue el camino de Nick y deja la banda, aunque sin dar motivos de su salida. En su reemplazo, se integró el guitarrista de la banda italiana de Post-hardcore Azalea, Luigi Magliocca.Y tiempo después también se unió a un grupo musical junto con Michele longobardi, el grupo esta con el nombre de Streex, Nicolo Arquilla esta como DJ y guitarrista y Michele longobardi como vocalista.

## Integración de Daniele Tofani y Six Years Home (2009-2011)
Con la integración del vocalista screamer Daniele Tofani, la banda lanza su primer álbum de estudio, Six Years Home, el 4 de agosto, con la casa discográfica norteamericana StandBy Records.
Junto a esto la banda comienza a giras por América y Europa, especialmente en Estados Unidos. El 9 de noviembre la banda lanzó el sencillo Some Like It Cold, junto a su videoclip.
En octubre de 2011, la banda lanzó un segundo vídeo musical para el álbum titulado Johnny's Light Sucks, que es el segundo sencillo del álbum.

## Trust No One (2011-2013)
Después de participar en un tour con Attack Attack!, el 3 de marzo, la banda publicó en MySpace una versión de la canción Firework, de Katy Perry.
El 14 de febrero de 2012, la banda lanzó su segundo álbum, Trust No One.
Antes del lanzamiento del álbum, se han creado dos videos musicales para el álbum: el primero fue para "Unleash Hell", lanzado el 13 de noviembre de 2011, el segundo para "Never Trust The Hazel Eyed" el 11 de diciembre de 2011. Después del lanzamiento del álbum, un día después del lanzamiento, la banda lanzó el tercer video musical para el álbum "Keep Your Hands Off" el 15 de febrero de 2012, con el productor de dubstep Nekso.

## Wolfpack (2013-2015)
Con la publicación del EP Wolfpack en el año 2013, la banda toma un ritmo más pesado y con mayor sonido electrónico, teniendo una gran aceptación por parte de sus fanes.

## Cambios en la alineación y Alpha Wolves (2015-2017)
El 19 de abril de 2015, la banda publicó un avance en YouTube para anunciar su regreso. Este teaser fue seguido por un segundo el 29 de abril de 2015, donde se mostró por primera vez el nombre Alpha Wolves. La banda siguió bromeando en las redes sociales y luego confirmó la noticia el 24 de mayo de 2015 al anunciar el lanzamiento de su próximo sencillo titulado "Alpha Wolves" el 3 de junio de 2015. Esta noticia fue seguida en breve por una publicación de Facebook el 28 de mayo de 2015 declarando que Marco "Becko" Calanca e Ivan Panella decidieron separarse de Hopes Die Last, para dedicarse a nuevos proyectos. La publicación también presentó al nuevo bajista Yuri Santurri y al nuevo baterista Danilo Menna.  Alpha Wolves  se lanzó en iTunes el 3 de junio de 2015 y fue seguido por un video musical en YouTube.

## Separación y ALPHAWOLVES (2017-2022) y reunión (2022-presente)
El 6 de enero de 2017, la banda anunció el final de la banda en su cuenta de Facebook. Los miembros restantes de la banda, excepto el guitarrista Luigi Magliocca, formaron una nueva banda titulada ALPHAWOLVES, el 22 de enero, lanzaron su sencillo debut, Bayonets.
A partir del 25 de febrero de 2022, Hopes Die Last anunció su reunión con un nuevo sencillo Silence Broken que se lanzará el 4 de marzo de 2022 con la formación original de la banda.

## Miembros
| Miembros actuales - Nicolò "Nick" Arquilla - Screams (2004-2009, 2022-presente) - Marco Mantovani - Guitarra principal, coros (2004-2006), Voces melódicas (2004-2006, 2015-2017, 2022-presente) - Jacopo Iannariello - Guitarra rítmica (2004-2009, 2022-presente) - Ivan Panella - Batería (2004-2015, 2022-presente) - Marco "Becko" Calanca - Voces melódicas, bajo, teclados (2004-2015, 2022-presente) | Miembros anteriores - Daniele Tofani - Screams (2009-2017), Voces melódicas (2015-2017) - Luigi Magliocca - Guitarra rítmica (2009-2017) - Yuri Santurri - bajo (2015-2017) - Danilo Menna - batería (2015-2017) |

## Discografía
Álbumes de estudio
- 2009 - Six Years Home
- 2012 - Trust No One

EP
- 2005 - Aim For Tomorrow
- 2007 - Your Face Down Now
- 2013 - Wolfpack